# ジョン・シナ
- ジョン・シナ
- ジョン・セナ
- ジョン・シーナ

ジョン・シナ（John Cena、1977年4月23日 - ）は、アメリカ合衆国の男性プロレスラー、俳優、テレビ司会者。マサチューセッツ州ウェスト・ニューベリー出身。
本名、ジョン・フェリックス・アンソニー・シナ・ジュニア（John Felix Anthony Cena Jr.）、WWE所属。
史上最も偉大なプロレスラーの一人として広く知られており、プロレス史上最も多い17回の世界王座を獲得した。

## 経歴
大学卒業後スポーツ用品メーカーに勤めながらボディビルを行っていたが、プロレスラーに転向。UPWで活動する。

### WWE

#### 契約初期（2000-2004）
2000年10月10日、WWF（現：WWE）で非公式のデビューを果たす。2001年、WWFと契約を結ぶ。WWF傘下のファーム団体OVW時代はサイボーグギミックで、ザ・プロトタイプのリングネームで活動する。
2002年、スマックダウンの下部組織的な番組であるヴェロシティーに数回出演後、6月27日のスマックダウンにて、当時WWEのトップスターの一人であったカート・アングルの対戦者公募に挑戦し、正式にWWEデビューする。カート戦では敗れたものの、試合後にジ・アンダーテイカー（当時は「アメリカン・バッドアス」というギミックだった）がシナの元へ訪れ握手を交わし、シナの健闘を称えた。その後はジェリコと抗争、初のPPVであるヴェンジェンスでジェリコから勝利を奪った。最初は純アスリート系のベビーフェイスであったが、冬頃からブル・ブキャナンとのタッグでラッパーキャラにギミックを変えて、ヒールターンする。
当初は経験不足からベテラン相手に（実際に上手いとは言えない）反則技を使ったり、タッグ戦では頻繁にフォールされ、その度に相方に妨害してもらうなどの稚拙な一面も目立った（真っ向勝負で知られたクリス・ベノワさえ、シナとのタッグでは頻繁にフォール妨害をしていた）が、上層部の強いプッシュもあり2003年のバックラッシュでブロック・レスナーの持つWWE王座への挑戦や、ヴェンジェンスでアンダーテイカー、ノー・マーシーではカートといった実力者との対戦が組まれた。この頃から、対戦相手をこき下ろす過激なマイクパフォーマンスが人気となって次第にベビーフェイス以上の声援を受けるようになり、サバイバー・シリーズを前にレスナー率いるヒール軍団との衝突から、ベビーターンする。

#### US王座戴冠（2004-05）
2004年のWrestleMania XXでビッグ・ショーに勝利し、US王座初戴冠となった。その後は、レネ・デュプリーやブッカー・T、カリートと王座を巡って抗争を繰り広げる。カリートに敗れた直後に、主演映画「The Marine」撮影のため、カリートの手下、ヘスースにバーで刺されて負傷というアングルでしばらく欠場する。11月のサバイバー・シリーズで復帰し、翌週のスマックダウンで、カリートに勝利し、US王者に返り咲く。

#### WWE王座獲得、そしてトップスターへ（2005-07）
この頃から典型的なキャラクター先行型になり始める。ロイヤルランブルでのランブル・マッチで最後の2人まで残り、バティスタとの勝負に挑むが、同時落下後の再戦で敗れ、優勝を逃す。2月のノー・ウェイ・アウトのWWE王座挑戦者決定トーナメント決勝でカートを破り、WrestleMania 21でのWWE王座への挑戦権を獲得した。その後オーランド・ジョーダンに敗れてUS王座を手放したが、WrestleMania 21でJBLを下し、WWE王者となった。ジャッジメント・デイで、再戦権を行使したJBLを破り、王座防衛に成功する。
WWE王者となってからはベルトをシナモデルのスピナー・ベルトに変更し、6月6日、ドラフトでRAWに移籍する。移籍直後に当時のGMだったエリック・ビショフと対立し、ビショフと利害が一致したクリス・ジェリコとヴェンジェンス、サマースラムと王座戦を組まれたが、連勝して防衛に成功する。サマースラムの翌日のRAWで敗者追放マッチに勝利し、ジェリコをWWEから追放する。その後もビショフはシナを王座からあの手この手で引きずり下ろそうとするがシナは王座を防衛し続ける。
2006年のニュー・イヤーズ・レボリューションで、自身初となるエリミネーション・チェンバー・マッチ参戦し、勝利したが、その直後にWrestleMania 21でのマネー・イン・ザ・バンク・ラダー・マッチを制し、王座挑戦権を所有していたエッジに王座戦を挑まれ、疲労困憊のシナはエッジに敗れ、王座を奪われる。しかし3週間後のロイヤルランブルで再戦権を行使し、WWE王者に返り咲く。その後もトリプルHやエッジを相手に防衛を続ける。WWE vs ECWの抗争が開始すると、WrestleMania 22でのマネー戦を制したロブ・ヴァン・ダムとワン・ナイト・スタンドで王座戦を行うがエッジの乱入により、王座から陥落した。王座陥落後もECWのレスラーたちと抗争し、ヴェンジェンスではECWを代表するスーパースター、サブゥーに勝利する。

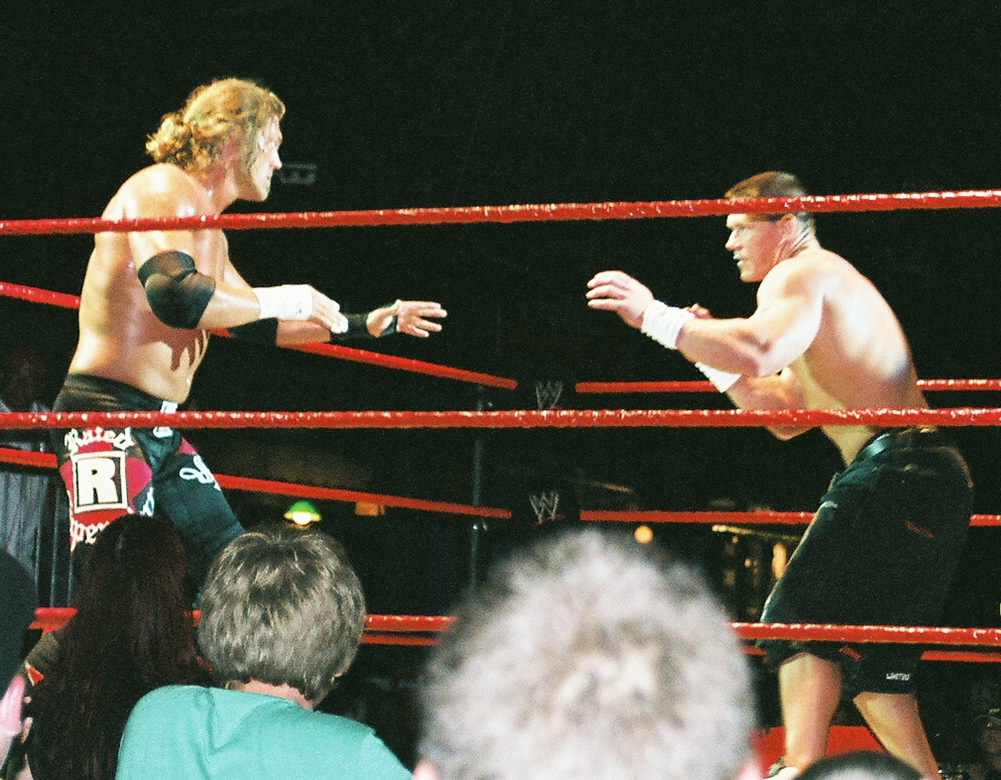
WWEハウス・ショーでエッジと対決するシナ

その後WWE王者となったエッジと抗争を開始する。何度か王座に挑むも王座奪取とはならなかった。その後、敗れたらスマックダウンへの移籍を条件にエッジとの再戦権を得て、エッジの地元であるカナダで開催されたアンフォーギヴェンで、エッジが得意とするTLC戦で勝利し、3度目のWWE王座戴冠を果たした。サイバー・サンデーでは史上初となるWWE王者、世界ヘビー級王者、ECW王者の対戦となったチャンピオン・オブ・チャンピオンズ・マッチに参戦するが、ブリトニー・スピアーズの夫（当時）で歌手・ダンサーのケビン・フェダーラインの介入により、キング・ブッカーに敗れる。
ロイヤルランブルでウマガとのラストマン・スタンディング・マッチを行い、王座を防衛する。翌日のRAWでショーン・マイケルズとタッグを組み、レイテッドRKO（エッジ、ランディ・オートン）から世界タッグ王座を奪取し、WWE王座、世界タッグ王座の2冠王者となった。ノー・ウェイ・アウトでは、WrestleMania 23のメインイベントで対戦するスーパースター同士がタッグを組むという異例の対戦でマイケルズと組んで、バティスタ・テイカー組に勝利した。翌日のRAWの世界タッグ王座を賭けたバトルロイヤルにおいて、タッグパートナーのマイケルズに裏切られたことでタッグ王座から陥落する。しかしシングル戦線では、ジャッジメント・デイ、ワン・ナイト・スタンドにおいてザ・グレート・カリに連勝し、世界ヘビー級王座の防衛を重ねた。

#### グランドスラム達成（2008-10）
夏頃からはショーン・マイケルズ、RVD、ダスティ・ローデスから連勝を重ねてきたランディ・オートンとの抗争を開始する。サマースラムでオートンに勝利し、アンフォーギヴェンでも反則負けという形ではあるものの王座を防衛した。その後、試合中に負傷し怪我の治療のため王座を返上した。

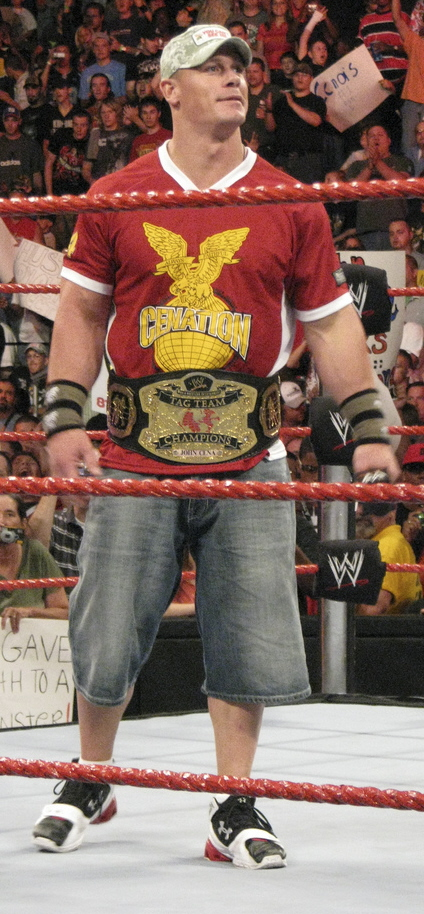
2008年の世界タッグチーム王者としてのシナ

復帰は早くても4月以降という大方の予想を覆して、ロイヤルランブルのメインイベント、伝統のランブル戦で電撃復帰し、30番目の登場で優勝した。復帰後は休場前に抗争していたランディ・オートンと王座を巡り抗争する。2月のノー・ウェイ・アウト、4月のWrestleMania XXIV、バックラッシュで王座に挑むも、王座奪取とはならなかった。6月からはドラフトによりRAWに移籍してきたバティスタと誤爆が原因で対立する。8月のサマースラムでバティスタとの初対決が実現する。しかし、試合中に受けたバティスタボムの影響で首の椎間板ヘルニアを発症し（実際には翌週のハウス・ショーで負傷）手術のため休場となった。11月のサバイバー・シリーズで復帰した。復帰戦ではクリス・ジェリコに勝利し、自身初の世界ヘビー級王座を獲得した。12月のアルマゲドンでもジェリコを退ける。
ロイヤルランブルでは王座挑戦権を懸けた4ウェイマッチに勝利したJBLの挑戦を受ける。試合終盤にはショーン・マイケルズの乱入もあったが防衛に成功する。2月のノー・ウェイ・アウトにおいて、大会1試合目のエリミネーション・チェンバー形式WWE王座戦で敗退し、王座転落していたエッジがRAW側のチェンバー戦である世界ヘビー級王座戦に無理やりエントリーする。エッジの次に参戦したシナは連続で各選手のフィニッシャーを喰らい、参戦してから数分で敗退し王座を奪われる。しかし4月のWrestleMania XXVでエッジ、ビッグ・ショーとのトリプルスレットマッチを制し世界ヘビー級王座に返り咲く。その後バックラッシュで行われたエッジとのラストマン・スタンディング形式世界ヘビー級王座戦の終盤で乱入してきたビッグ・ショーにより、7000ワットの照明に投げつけられ、防衛に失敗する。これがきっかけとなり、ビッグ・ショーと抗争を開始する。

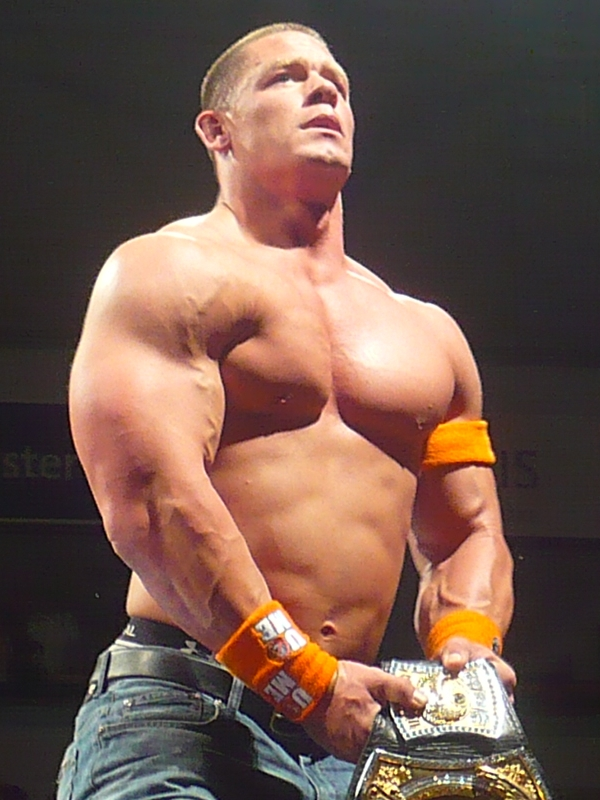
2010年のWWEチャンピオンとしてのシナ

以降、ビッグ・ショーやザ・ミズとの抗争を経て、7月頃からはWWE王者のランディ・オートンと抗争を開始する。その後幾度となく王座奪取に失敗していたが9月のブレーキング・ポイントでのアイ・クイット・マッチでオートンに勝利し、約3年ぶりにWWE王座を獲得した。しかし、続く10月4日のヘル・イン・ア・セルでの王座戦でオートンに敗れ、王座を奪われることとなる。そして、10月25日のブラッギング・ライツで「シナが負ければRAW追放」の条件の下でオートンとのアイアンマッチで勝利し、王座を取り戻した。11月のサバイバー・シリーズではDXのトリプルH、ショーン・マイケルズとの三つ巴王座戦を制し防衛するが、12月のTLCのテーブル戦でシェイマスに黒星を喫し、王座を失ってしまいその後の再戦でもシェイマスの反則裁定により王座奪還の機会を失う。

#### ネクサスとの抗争（2010）
1月31日のロイヤルランブルではランブル戦に19番目に入場し、最後の二人まで残るがエッジに排除され、優勝を逃す。2月21日のエリミネーション・チェンバーでのチェンバー戦でWWE王座を勝ち取る。しかし試合後に現れた会長のビンス・マクマホンによって決定したバティスタとのWWE王座戦に敗れ、王座を失う。これをきっかけにバティスタとの抗争が始まり、WrestleMania XXVIでは、WWE王座を賭けて対戦し、勝利をおさめた。しかし、その後もバティスタとの抗争は続き、エクストリーム・ルールズのラストマン・スタンディング戦で再び対戦して勝利するも、バティスタはまたも王座に再挑戦し、オーバー・ザ・リミットのアイ・クイット・マッチで見事勝利。バティスタを引退させた。フェイタル・4ウェイではランディ・オートン、エッジ、シェイマスとのフェイタル4ウェイ形式の王座戦を行うも、NXTの1期生であるネクサスの襲撃を受け、混乱に乗じてシェイマスにフォールを奪われ王座を失う。マネー・イン・ザ・バンクにてスティールケージマッチ方式のWWE王座戦でシェイマスに挑戦し、健闘するも、ネクサスの介入により、あと一歩及ばずシェイマスに惜敗。その翌日のRAWでネクサスに休戦を要求。しかし断られ、諦めたかと思いきやネクサスはサマースラムで消滅すると言い放ち、エッジ、ジョン・モリソン、R-トゥルース、ザ・グレート・カリ、クリス・ジェリコ、そしてブレット・ハートと共にネクサスに襲い掛かり、ネクサスを撤退させた。そしてサマースラム本大会にて行われたWWE対ネクサスのエリミネーション・マッチでは最後まで勝ち残りWWEを勝利に導く。ナイト・オブ・チャンピオンズでは6パック形式のWWE王座戦の出場者の一人として出場したが、ウェイド・バレットに敗退させられ、王座獲得を逃してしまった。その後から本格的にバレット（ネクサス）との抗争がはじまり、バレットからヘル・イン・ア・セルで行われるセル戦でこの抗争に決着をつけるとを言い渡され、その時にバレットが「お前は俺に負けたらネクサスに入れ」と言われシナはこの条件を受け入れた。だがシナも「じゃあ俺が勝ったらネクサスとはおさらばだ」とネクサスの解散を要求し、それぞれの条件のもと試合が成立した。だがヘル・イン・ア・セルでの試合は卑怯な手段を使ったバレットが勝利してしまい、シナのネクサス加入が決定してしまった。当初シナはネクサスの内部崩壊を目指し、マイケル・ターヴァーを叩きのめし脱退させたが、その後匿名のRAWGMから「ネクサスにいる以上バレットの命令に従わなければクビ」と告げられ、ネクサスメンバーとしての活動を余儀なくされる。
ブラッギング・ライツではデビッド・オタンガとタッグを組んで、コーディ・ローデス & ドリュー・マッキンタイアからWWEタッグ王座を奪取した。しかし、その翌週のRAWにてリーダーであるウェイド・バレットから同じネクサスのメンバーであるジャスティン・ガブリエル & ヒース・スレイターにタッグ王座を渡すよう指示され、オタンガがリング中央で横になり献上した。また、ウェイド・バレットとランディ・オートンのWWE王座戦の特別レフェリーを務め、バレットに「俺が勝たないとクビにする」と言い渡されていたため、試合手版にバレットを殴り飛ばして反則勝ちにすることでクビを免れた。しかし、バレットが勝ったことで、再度王座戦を組まれてしまう。
サバイバー・シリーズではまたしてもWWE王座戦の特別レフェリーを務めた。この試合ではバレットが勝てばシナはネクサスから解放、オートンが勝てばWWEを解雇させられるというルールだった。しかしシナは卑劣なことができず、オートンの勝利によりシナの解雇が決定した。しかし、その後から観客席などから乱入してネクサスのメンバーを一人ずつ襲うようになり、ネクサス内でもバレットにシナを復帰させろという声が出た。それによりWWEとの再契約が賭けられた12月19日のTLCのイス戦が行われ、バレットとの一騎討ちに勝利し、再びWWEと契約した。

#### ザ・ロック・CMパンクとの確執（2011-12）

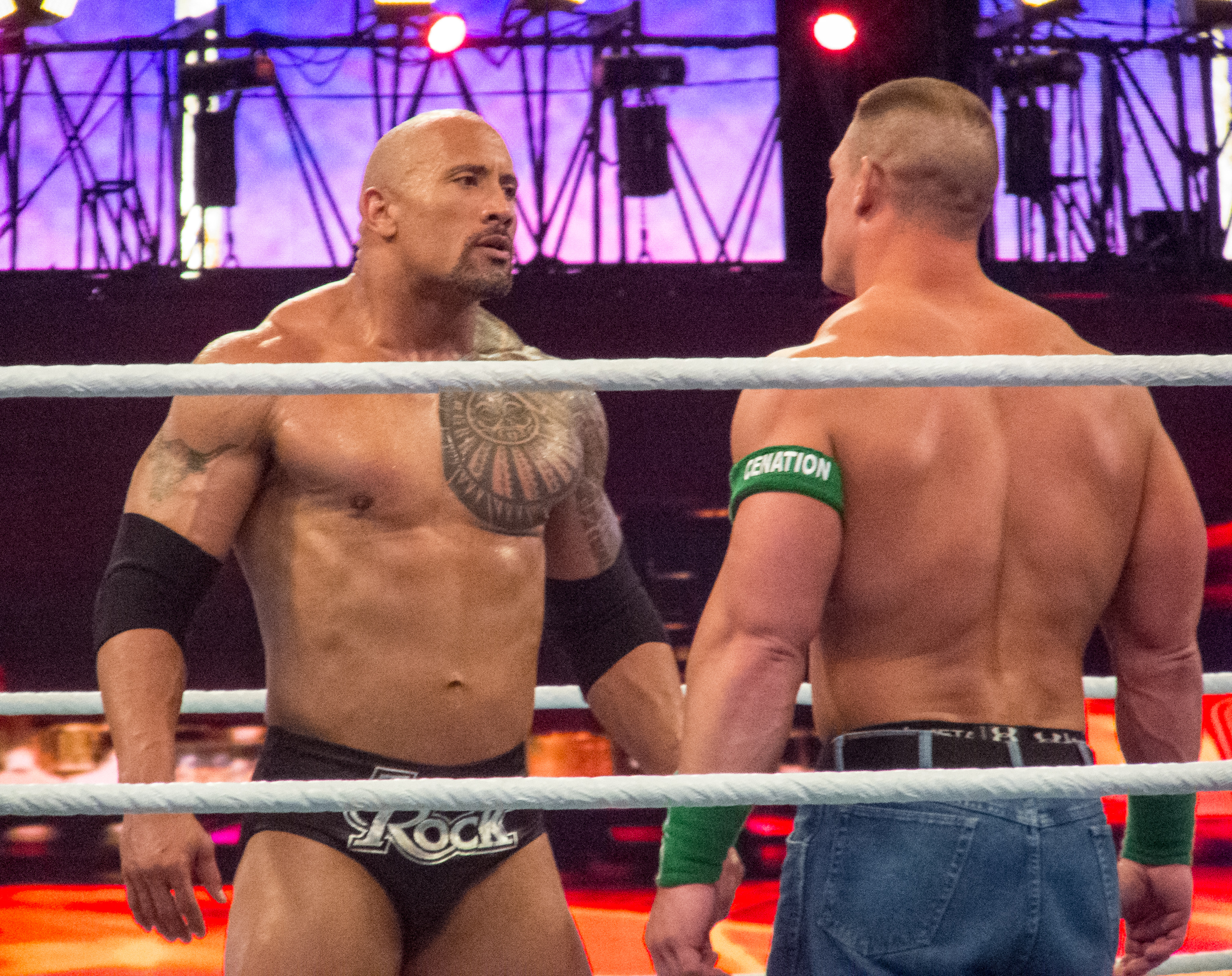
レッスルマニアXXVIIIでのザ・ロックとシナ

2010年2月20日に行われたエリミネーション・チェンバーでのWWE王座挑戦者決定戦に勝利し、レッスルマニアでのザ・ミズのWWE王座への挑戦権を獲得する。また、この前後よりレッスルマニアのホスト役として復帰を果たしたザ・ロックと舌戦を展開する。2月21日のRAWではレッスルマニアの対戦相手であるミズとタッグを組んで、ジャスティン・ガブリエル & ヒース・スレイターを破りWWEタッグ王座を獲得した。しかし直後にコアが再戦権を行使したため防衛戦を闘うがミズに裏切られて敗北、王座を失った。4月3日に行われたWrestleMania XXVIIではロックの介入に遭い、ミズに敗れてWWE王座奪取に失敗する。翌日のRAWでロックとマイク合戦を行った後、翌年のレッスルマニアでの一騎討ちを誓い合った。5月1日に行われたエクストリーム・ルールズではジョン・モリソンを含めたトリプルスレット形式の金網戦でミズを下し、トリプルHと並ぶ通算8度目のWWE王座戴冠を果たした。翌日のRAWにてミズとWWE王座戦のリマッチを組まれ、ミズのベルト攻撃でカウントを奪われ一度は負けが宣告されるもレフェリーがベルト攻撃に気付き反則勝ちで防衛戦スタートとなった。その後オーバー・ザ・リミットでのアイ・クイット・マッチ形式でミズとアレックス・ライリー2人を相手に防衛に成功した。7月17日に行われたマネー・イン・ザ・バンクでは、「シナが負ければ解雇」の条件の中、「WWE王座を保持したまま、WWEを去る」と明言していたCMパンクに対して防衛戦を行ったが敗れてしまい、王座を失った。条件によりビンス・マクマホンから解雇を通知されたが、ビンスのCEO解任により解雇は撤回された。9月18日に行われたナイト・オブ・チャンピオンズではアルベルト・デル・リオを下し、通算10度目のWWE王座載冠を果たした。10月2日に行われたヘル・イン・ア・セルでは得意技を何度も繰り出すも試合の途中セルの扉から出されてしまい、デル・リオがレフェリーから鍵を強奪。扉の鍵を閉められ再びセルの中へ入ることができなくなってしまい、結局デル・リオがパンクから3カウントを奪い王座防衛に失敗した。同月23日に行われたヴェンジェンスにおけるデル・リオとのリマッチにも敗れた。11月20日に行われたサバイバー・シリーズではロックとタッグを組み、ミズとRトゥルース組から勝利した。12月5日に行われたRAWにて、パンクの保持しているWWE王座への挑戦を表明しザック・ライダーから勝利したが、ライダーのUS王座挑戦をアシストするために、ジョン・ロウリネイティスが提示した、もう一度ライダーにチャンスを与える代わりにWWE王座挑戦を諦めるという条件をのみ、WWE王座挑戦を断念した。翌週12日のRAWにおけるマーク・ヘンリーとの試合中、乱入したケインによってチョークスラムを喰らい抗争を開始した。
2011年29日、ロイヤルランブルでのケインとの試合は両者リングアウトにより引き分けとなり、2月19日に行われたエリミネーション・チェンバーでの救急車戦に勝利して抗争は終了した。その後はロックとのレッスルマニアXXVIIIへ向けたアピール合戦を行い4月1日、レッスルマニアXXVIIIにてロックに敗れる。同月2日、RAWにてロックへの再戦をアピールしていたが、その最中にジョン・ローリネイティスとブロック・レスナーが登場し、2人との抗争が勃発、同月23日に行われたエクストリーム・ルールズでレスナーに勝利した。
3月12日には、今の入場曲「The Time Is Now」から一夜限りでその前の入場曲「Basic Thuganomics」に乗って入場した。5月20日に行われたオーバー・ザ・リミットではビッグ・ショーの乱入によってローリネイティスに敗れたことを発端に、同月21日のRAWにて、ショーとの抗争を開始。6月17日に行われたノー・ウェイ・アウトではショーに勝利し、またローリネイティスに引導を渡す。さらに7月15日のマネー・イン・ザ・バンクでは元WWE王者5人でマネー戦を展開、そして勝利するものの、1000回目RAWでのCMパンクとのWWE王座戦ではショーの妨害で王座取得ならず、初のMrマネーの失敗者となってしまう（試合としては反則勝ち）。8月19日、サマースラムにてパンク、ショーと3つ巴のWWE王座戦を戦う。ビッグ・ショーを倒すもののパンクにフォールを取られてしまい負けずして王座取得に失敗した。

#### 様々な抗争（2013～2015）
2013年1月27日、ロイヤルランブルのロイヤルランブルマッチに19番目に出場し、2度目の優勝を飾った。レッスルマニア29でのロックとのWWE王座戦を希望する。CMパンクは「レッスルマニアで王座挑戦に相応しいとのは俺だ」と主張し、2月4日のRAWでシナとパンクのロックとの王座戦をかけた試合が組まれる。ここでシナは勝利することで王座挑戦権を守り抜き、そして4月7日、レッスルマニア29にてロックとのリターンマッチを行い、激闘の末に勝利して見事11度目のWWE王座を獲得。同月8日、RAWにてヘンリーに襲われているところをライバックに助けられたが、直後にライバックがヒールターン。王座を巡り抗争を開始。5月19日、エクストリーム・ルールズのラストマンスタンディングマッチで引き分ける。ライバックは対戦相手を救急車に閉じ込めれば勝利というルールのアンビュランスマッチを提案するが、自身はランバージャックマッチ、テーブルマッチ、アンビュランスマッチの3本勝負を持ちかけるとライバックは承諾して対戦し、勝利した。8月18日、第26回大会（2013年）WWE Summer Slam 2013#サマースラムにて挑戦者を自分で選ぶ権利を得たことで、観客にその権利をゆだねると、ファンはダニエル・ブライアンを選び、激戦の末に惜敗し王座を失った。同月19日、RAWにて肘の手術のため4ヶ月以上の休場を発表したものの早い期間で復帰。10月27日、ヘル・イン・ア・セルでアルベルト・デル・リオと対戦して勝利し、WWE世界ヘビー級王座を獲得した。
ロイヤルランブルにて、WWE・世界ヘビー級王座を賭けてオートンと対戦。しかしワイアット・ファミリーの乱入により敗戦。抗争へと発展し、度重なる心理戦に苦しみながらも、レッスルマニアのシングル戦で勝利。続くエクストリーム・ルールズでの金網戦では敗れたが、ペイバックでのラストマン・スタンディング戦にでは再度勝利を得た。2014年6月29日、マネー・イン・ザ・バンクのハシゴ戦形式によるWWE・世界ヘビー級王座戦にて勝利し、王座を取得。しかし8月17日のサマースラムでブロック・レスナーを相手にした王座防衛戦に敗れ、王座を失った。ナイト・オブ・チャンピオンズの再戦ではレスナーを追い詰め王座奪還目前で、マネー・イン・ザ・バンクの権利を行使しようとしたセス・ロリンズの乱入に遭いレスナーの反則負けで王座防衛を許してしまう。以降は同じくロリンズに因縁を持つディーン・アンブローズと微妙な関係ながら共闘してロリンズやオーソリティと抗争を開始。10月13日のRAWではロリンズとのヘル・イン・ア・セル戦を賭けたポールマッチでアンブローズに敗れ、PPVでのオートンとのヘル・イン・ア・セル形式WWE世界ヘビー級王座第一挑戦者決定戦がへの出場が決まる。同月26日、ヘル・イン・ア・セルではオートンに勝利し、WWE世界ヘビー級王座第一挑戦権を獲得する。11月23日、サバイバーシリーズではチームシナ（ドルフ・ジグラー、ビッグ・ショー、ライバック、エリック・ローワン）と共にチームオーソリティとの生き残り戦に出場。自身はビッグ・ショーの裏切りで敗退するが、ジグラーの活躍とスティングの乱入でチームは勝利し、オーソリティの権力を失わせた。
2015年3月29日、WrestleMania 31にてUS王座を保持するルセフに挑戦。試合終盤にルセフのフィニッシャーであるアコレードを決められるも返し、体当たりを仕掛けてきたところを避けてラナに誤爆させて気を取り乱した隙を突いてアティテュード・アジャストメントを決めて勝利し、4度目のUS王座戴冠となった。9月20日、Night of Champions 2015にてWWE US王座を保持するセス・ロリンズに挑戦。首を極めようとするロリンズに対して苦戦するが最後にアティテュード・アジャストメントを決めて勝利し、5度目のUS王座を獲得した。さらに試合後にも場外にて追い打ちをかけるようにアティテュード・アジャストメントを決めた。

#### 2010年代後半～

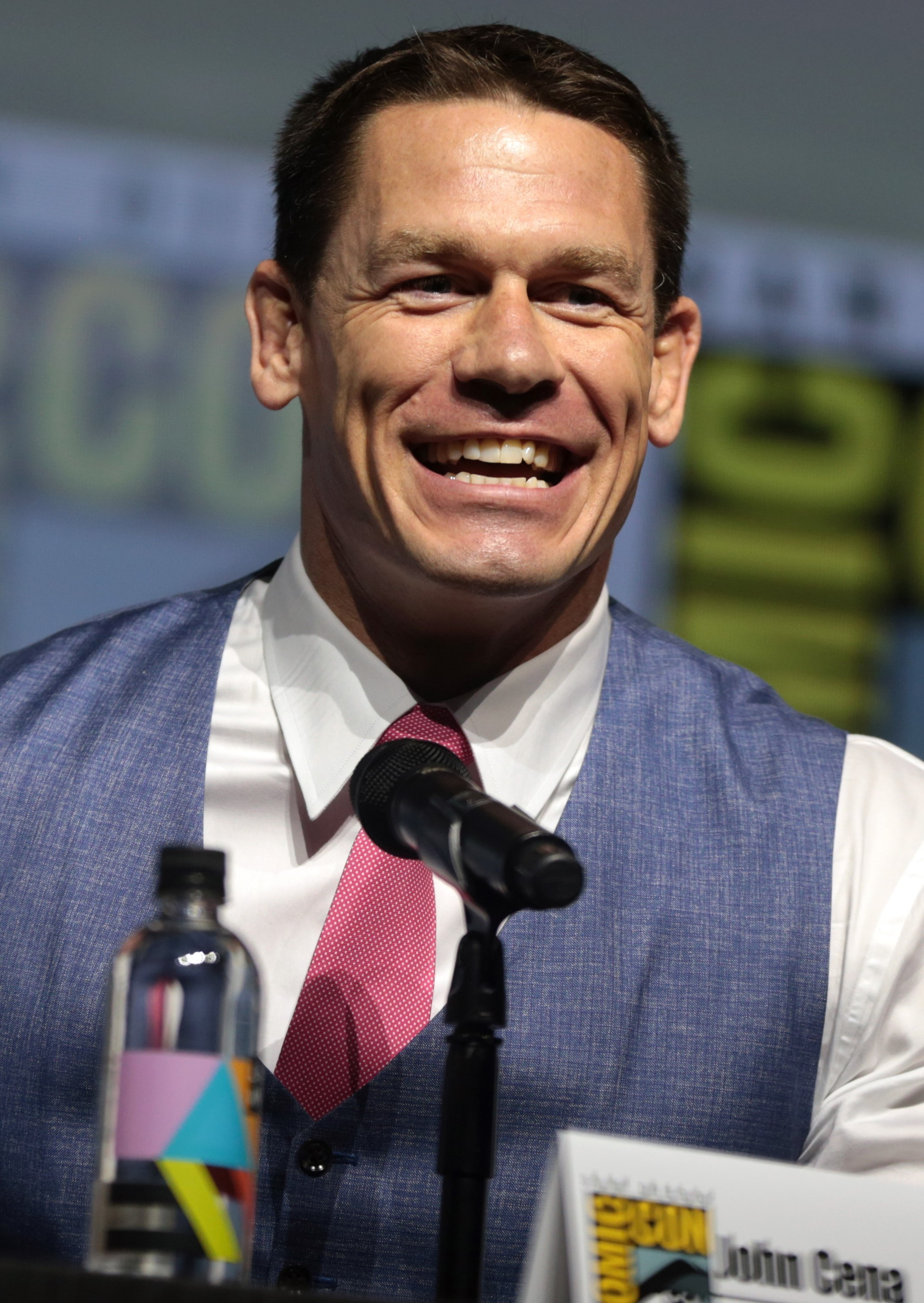
2018年

2016年1月6日、肩を負傷した事により手術を受ける事になり長期欠場となる。5月30日、RAWにて復帰し、リングに立ってマイクアピールしているところにAJスタイルズと遭遇。お互いを尊敬し合う言葉を交わす中、アンダーソンとギャローズが現れ臨戦態勢になるが突如スタイルズに襲撃され、3人から攻撃を受けた。6月19日、Money in the Bank 2016にてAJスタイルズと対戦。終盤には自身のアティテュード・アジャストメント、スタイルズのスタイルズクラッシュを決め合うが3カウントを取れず、レフェリーと交錯してレフェリーが倒れたところにギャローズとアンダーソンがリングに上がるとマジックキラーを決められ、スタイルズにフォールを取られ敗戦した。
2017年1月29日、Royal Rumble 2017にてWWE王座を保持するAJスタイルズに挑戦。終盤に自身のアティテュード・アジャストメントとスタイルズのスタイルズクラッシュの決め合いとなるが、最後にスタイルズがフェノメナール・フォアアームを決めようとトップロープに登ったところで捕えるとアティテュード・アジャストメントを決めて勝利。ベルトを奪取した。
2月12日、WWEエリミネーション・チェンバーで王座陥落。
4月2日、WrestleMania 33にてニッキー・ベラと組んでザ・ミズ & マリースとミックスドタッグマッチで対戦。最後に自身はミズ、ニッキーはマリースにファイブ・ナックル・シャッフルを決めて勝利。試合後、ニッキーに指輪を捧げるとプロポーズ。ニッキーも快諾すると抱擁し合った。（その後破局）
7月に行われた「スーパースターシェイプアップ」にて、RAW、スマックダウンどちらにも属さないフリーランスとなった。
2018年2月25日、エリミネーション・チェンバー形式ユニバーサル王座NO.1コンテンダーマッチに参加するも、ブラウン・ストローマンによって脱落させられる。4月8日、レッスルマニア34でアライアスを蹴散らした後、ジ・アンダーテイカーが復活し、シナ念願のシングルマッチが実現したが、完敗した。
2020年2月29日のスマックダウンに登場し、レッスルマニア36には参加しないことを宣言するが、ザ・フィーンドからの挑戦を同日受諾。4月5日放送の本大会ではファイアフライ・ファンハウス戦で敗戦した。

#### 2021年〜引退
2021年7月18日、マネー・イン・ザ・バンクでローマン・レインズとエッジのWWEユニバーサル王座戦の後、レインズのマイクパフォーマンスを遮って電撃復帰。翌日のロウで王座挑戦を宣言した。8月21日のサマースラムにてローマン・レインズが保持するWWEユニバーサル王座に挑戦。
実況席にAA、ミドルループからのAAなどを決めるが３カウントとれず、最終的にレインズのスピアーで敗北した。
2022年6月27日、自身のWWEデビュー20周年記念式典のためロウに登場。12月30日、スマックダウンに登場。ケビン・オーエンズとタッグを組みサミ・ゼイン、ローマン・レインズ相手に勝利した。　
2023年4月2日、レッスルマニア39にてUS王者のオースティン・セオリーと対決し敗北した。7月1日、イギリスのロンドンで開催されたマネーインザバンクにサプライズ登場。シナのマイクパフォーマンス中に挑発しに現れたグレイソン・ウォーラーにAAを決めた。
2024年7月6日、トロントで開催されたマネーインザバンクにサプライズ登場。2025年内での現役引退を表明した。
2025年2月1日、2018年以来となるロイヤルランブル戦に29番目に登場。ラスト2人まで生き残ったが、最後はジェイ・ウーソに落とされ、敗れた。3月1日、トロントで開催されたエリミネーション・チェンバーでメインイベントのチェンバー戦に登場。5番目に登場すると、最後はCMパンクをSTFで絞め落として優勝。レッスルマニア41での王座挑戦権を手にした。試合後、王者のコーディ、さらにはザ・ロックが登場。ロックがコーディに「魂が欲しい」と問うたが、コーディはそれを拒否。するとシナがロックの指示でコーディを突如として暴行し、大流血に追い込んだ。これにより、約20年ぶりのヒールターンとなった。
4月20日のレッスルマニア41でコーディ・ローデスの持つWWE王座に挑戦し、勝利。史上最多の17度の世界王座獲得に成功した。翌日のRawでランディ・オートンに襲撃され、5月10日のバックラッシュで防衛戦が組まれる。ローブロー、ベルトでの殴打でシナは防衛に成功した。6月のマネー・イン・ザ・バンクにローガン・ポールと組み、コーディ・ローデス、ジェイ・ウーソ組に敗れる。2025年6月9日（日本時間10日）のRAWでキング・オブ・ザ・リングで統一WWE王座をかけてCMパンクと闘うことに。6月13日（日本時間14日）のSMACK DOWNでRトゥルースに2度襲撃される。6月28日のWWEナイト・オブ・チャンピオンズでCMパンクを相手に統一WWE王座を防衛する。

## 得意技

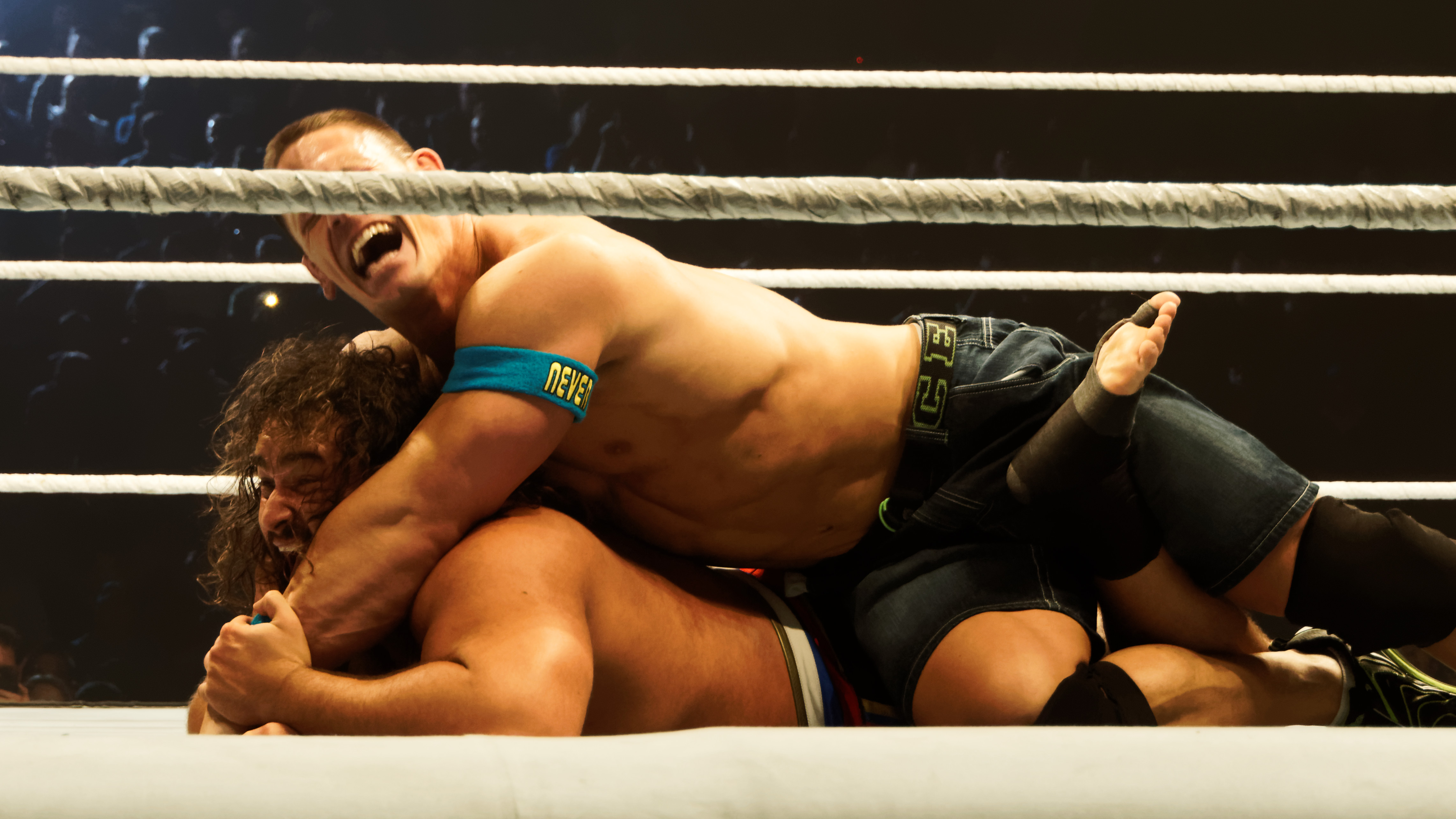
STF（旧名：STF-U）

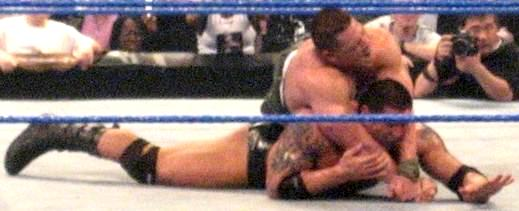
STF（旧名：STF-U）

アティテュード・アジャストメント（旧名：FU）（2012年 対ケイン戦）

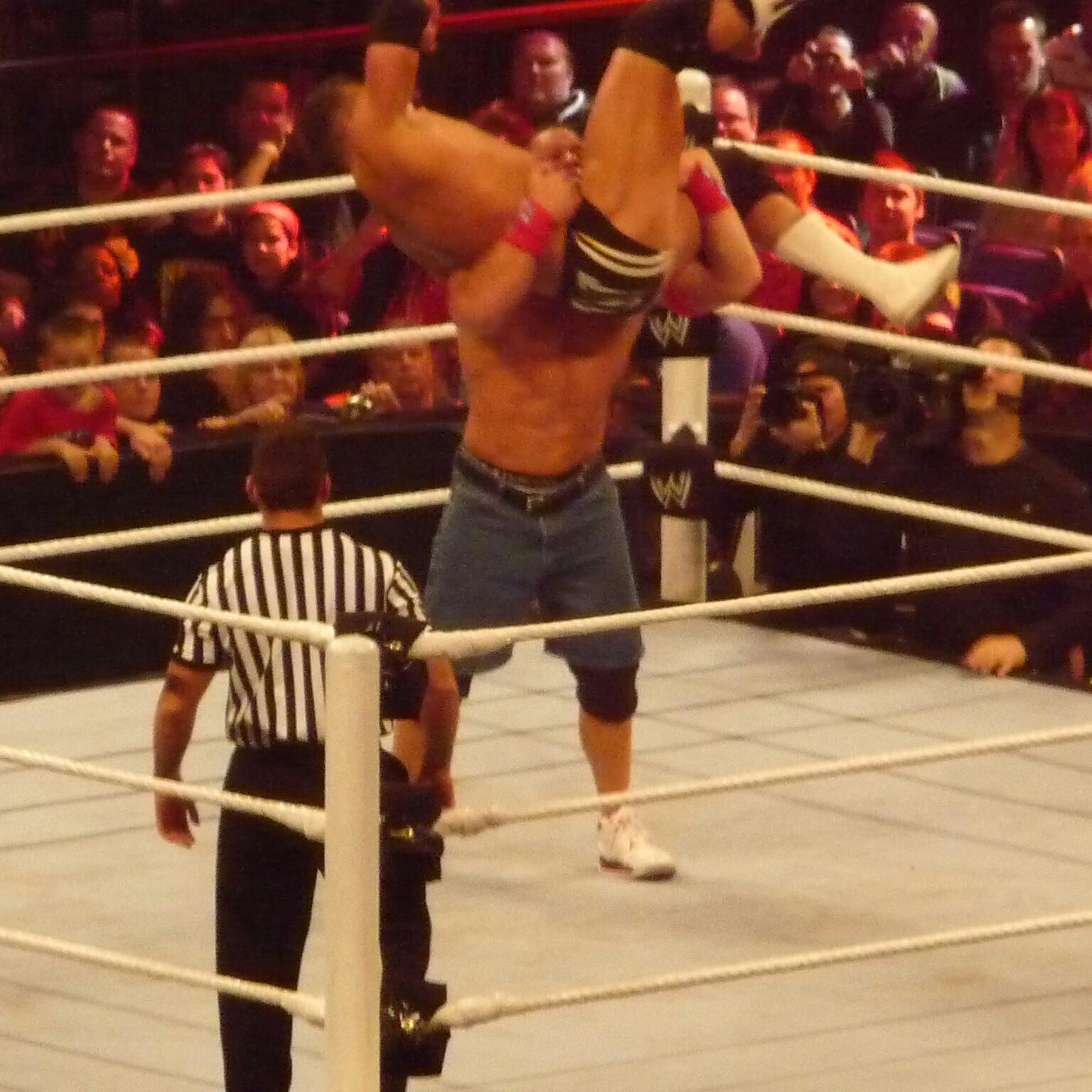
キルスイッチ

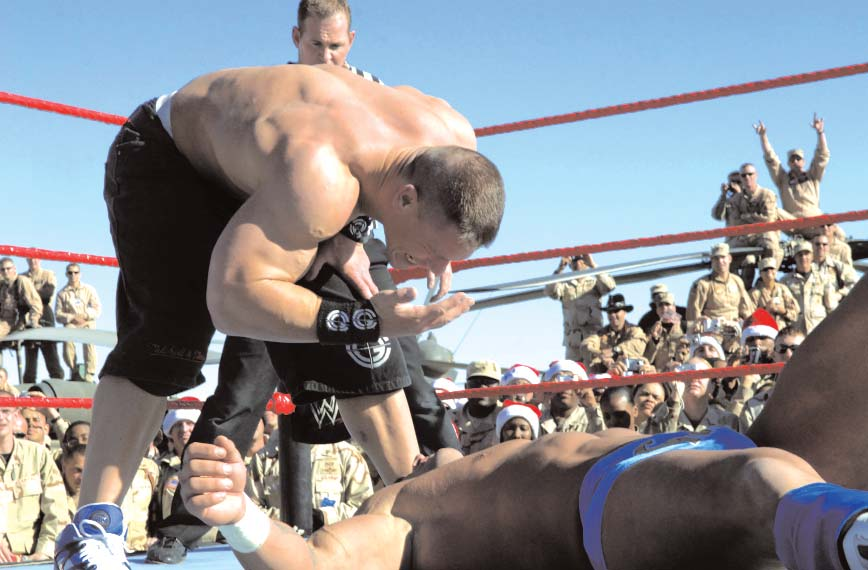
キルスイッチからファイブ・ナックル・シャッフルに移行する際「You Can't See Me（見えっこねぇ）」と挑発する。

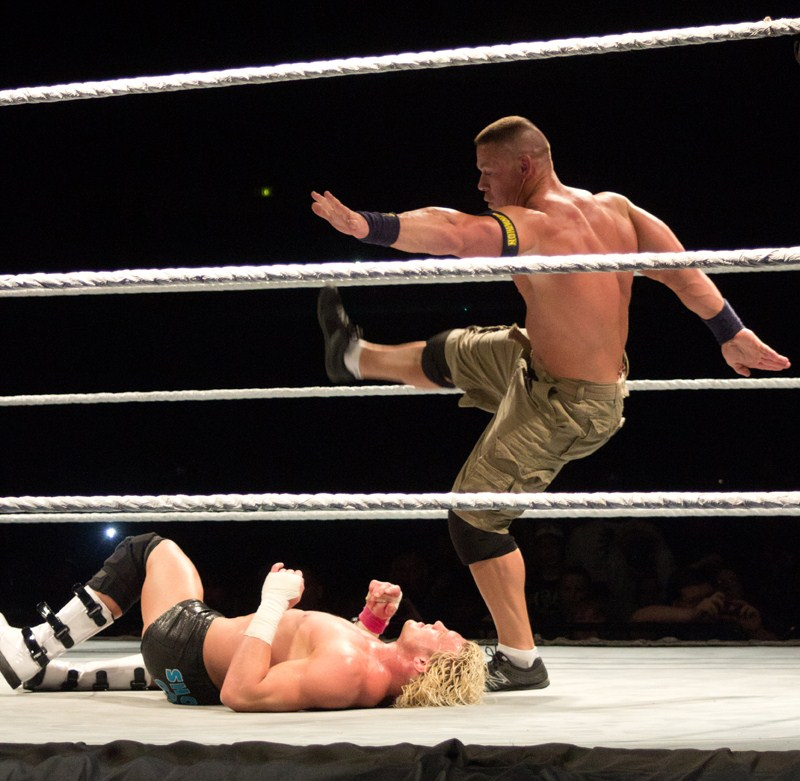
ファイブ・ナックル・シャッフル

### フィニッシュ・ホールド
アティテュード・アジャストメント / FU
変形デスバレードライバー。
ファイヤーマンズキャリーの体勢で相手を両肩に担ぎ上げ、相手の下半身を押し上げながら勢いよく膝をついて相手を背中からマットに叩きつける変型デスバレー・ドライバー。
中期以降はファイヤーマンズキャリーの体勢からボディスラムの様に落とす形になっていた。通常の投げ方のほかにそのまま投げ捨てる投げるバージョンがある。相手がトップロープから飛んできたところを捉えた後に技の形に入りそのまま繰り出す事もある。巨漢レスラーのビッグ・ショーやザ・グレート・カリを持ち上げたこともある。現在はフィニッシャー、もしくはSTFへの繋ぎとして使用されている。
ブロック・レスナーとのタイトルマッチを前に身に付けた技で、相手を持ち上げるまでの動作がレスナーの「F5」と同様だったことから、「Fuck You」と掛け合わせて「FU」と命名された。STF-Uと同様放送コード上の問題で2009年1月より名称をAttitude Adjustmentに変更。頭文字を取ってAAと実況されることもある。
雪崩式アティテュード・アジャストメント
文字通り雪崩式で繰り出すアティテュード・アジャストメント。
コーナーセカンドロープ上に立った状態で相手をファイヤーマンズキャリーで担ぎ上げ、前方へ投げ落として相手を背中からマットに叩きつける技。
STF / STF-U
現在のフィニッシャー。通常のSTFはフェイスロックだがシナの場合はチンロックのように顎を締め上げながら太い腕で首の頸動脈も同時に締める。放送コード上の問題から2009年1月より名称をSTFに変更。現在はオリジナルの名前である、STFで呼ばれている。旧技名の元ネタは「Shut the Fuck Up」。
変型アティテュード・アジャストメント / エメラルド・フロウジョン
OVW時代から使用していた技。技名はエメラルド・フロウジョンだが、現在のフィニッシャーであるアティテュード・アジャストメントの初期型でもある。アティテュード・アジャストメントが現在の形に変わりラッパーキャラになってから使用することは無かったが、2011年になってから稀に出すようになった。
プロト・ボム / キルスイッチ
変形旋回式・バックドロップ。
相手の背後から抱え込み式で相手を担ぎ上げ、旋回させながら自ら膝をついて同時に相手の背中からマットに叩きつける変形旋回式・バックドロップ。
デビュー当時のフィニッシャーだったが、現在はこの技からファイブ・ナックル・シャッフルへと繋ぐのが定番ムーブとなっている。現在はクリスチャンが従来のフィニッシュホールドであるアンプリティアーをWWE復帰後に「キル・スイッチ」と改名したため、単にバックドロップ、スープレックスなどと呼ばれる。
ライトニング・フィスト
2018年から使われているフィニッシャー。拳を握った両腕を胸元で交差させるアピールをした後に裏拳を放つ。映画『プロジェクトX-トラクション』撮影時にジャッキー・チェンのトレーニングセンターで行った訓練を応用したもの、とされる。

### 打撃技
エルボー
エルボー・スタンプ
ナックル・パンチ
ドロップキック
クローズライン
極稀に使用する。
ショルダー・タックル
通常のショルダー・タックル。クローズライン同様、極稀に使用する。
フライングショルダーアタック
劣勢になっているとき、反撃にうつる際に用いられる。ロープに振られ、相手の攻撃をかわしつつ反対のロープの反動を利用して攻撃。それを2 - 3回繰り返しでプロト・ボムで相手をダウンさせてから、観客席を見回しつつ右手を高らかに上げ、ファイブ・ナックル・シャッフルにつなぐのが定番パターン。
ファイブ・ナックル・シャッフル
右手を高らかに掲げたらこの技を繰り出す合図。ダウンしている相手に向かって、自分のほうに手のひらが向くようにして、自分の顔の前で手をヒラヒラさせ「You Can't See Me（見えっこねぇ）」と挑発し、ロープリバウンドの後、両肩を交互に上下し、肩の埃を払うような仕草からおもむろにフィスト・ドロップを浴びせる。この技が出る度に観客も「You Can't See Me」チャントをする。何度やっても通用しない場合コーナートップから狙う他、挑発をカットしてすばやくロープリバウンドからフィストドロップを打ち込むことがある。
ダイビング・ファイブ・ナックル・シャッフル
コーナートップから右手を高く掲げた後、自分のほうに手のひらが向くようにして、自分の顔の前で手をヒラヒラさせ「You Can't See Me（見えっこねぇ）」と相手を挑発した後コーナートップから相手めがけてダイビング・フィスト・ドロップを浴びせる。大一番の時や、ファイブ・ナックル・シャッフルが破られた時などによく使用する。通常のファイブ・ナックル・シャッフル同様、この技が出る度に観客も「You Can't See Me」チャントをする。
ダブル・ファイブ・ナックル・シャッフル
両手を高く掲げたらこの技を繰り出す合図。ダウンしている相手二人に同時に両手で自分の顔の前で手をヒラヒラさせ「You Can't See Me（見えっこねぇ）」と挑発しロープリバウンドの後、両肩を交互に上下し、肩の埃を両手で払うような仕草からおもむろに二人同時にフィスト・ドロップを浴びせる。対戦相手が複数にいる時に稀に使用するあまり見られない技。通常のファイブ・ナックル・シャッフル同様、この技が出る度に観客も「You Can't See Me」チャントをする。
ダイビング・フェイマサー
ダイビング式のフェイマサー。コーナーから相手の後頭部にむけて放つダイビングレッグドロップ。

### 投げ技
スープレックス
スーパープレックス
フィッシャーマンズ・スープレックス
シナの場合スピーディーに技の形に入り、勢い良く投げる。
ガットレンチ・スープレックス
ジャーマン・スープレックス
WWEナイト・オブ・チャンピオンズ2012では雪崩式を披露した。
ワンハンド・ブルドッグ
片手で仕掛けるブルドッグ。シナの場合コーナーに相手を自慢のパワーで強く投げつけた後コーナーにぶつかった反動で前に出てきた相手の後ろに素早く走りこみ、ロープの反動を使って勢い良く仕掛けるというパターンが定番。
ヒップトス
昔は投げると同時に自分も投げた方向に跳びながら繰り出していたが、近年では普通にこの技を使っている。
スローバック
変形フェイスクラッシャー。相手の後ろから走って近づき、前転宙返りし、その途中で相手の首をつかんでフェイスクラッシャーをしかける。
スプリングボード・スタナー
相手にロープに振られた際にサードロープを踏み台にして反動を利用し、相手の首に飛びつきスタナーを浴びせるカウンター技。
サンセットフリップ・パワーボム
前屈みになった相手の背中に跨がり、相手の両腕に自分の両脚を引っ掛け、上半身を大きく振りかぶって前方に1回転し相手を叩きつける大技。2015年頃より使用。

### 反則技
チェーン・ナックル
ラッパーキャラの時に使っていた凶器攻撃。チェーンを拳に巻き着け、その拳で相手目掛け思い切り殴る。
また技ではないが、よくPPVなどの大一番の時の試合中に道具、凶器を独特な使い方をすることがある。例としてはExtreme Rules 2010の際、ラストマン・スタンディング・マッチにて倒れたバティスタをコーナーまで引きずり、両足首をコーナーにエプロンの下にあったガムテープで巻きつけ、自力で立てないようにして10カウントを奪い、勝利したことがある。

## 俳優の経歴

### 映画

『12 ラウンド』のセットで撮影するシナ

WWEの映画製作部門であるWWEスタジオが、シナが主演の最初の映画『ネバー・サレンダー 肉弾凶器』を製作し、2006年10月13日から20世紀フォックスによってアメリカで劇場公開された。公開から10週間後、1,870万ドルの興行収入を記録した。 DVDが発売されると、最初の12週間で3,000万ドルのレンタル料を稼ぎ出した。
WWEスタジオが製作した主演2作目『12 ラウンド』は2008年に公開された。WWEスタジオが製作した3作目の映画『Legendary』ではダブル主演した。
2015年、シナはコメディ映画『エイミー、エイミー、エイミー! こじらせシングルライフの抜け出し方』、『シスターズ 』に出演し、『パパVS新しいパパ』にカメオ出演した。2017年、戦争映画『ザ・ウォール』に出演し、アニメ映画『サーフズ・アップ2』と『フェルディナンド』では声優を務めた。 また、『パパVS新しいパパ2』に出演した。2018年、コメディ映画『ブロッカーズ』、「トランスフォーマー」のスピンオフの前日譚『バンブルビー』に出演した。2019年、『ファイティング・with・ファイア』に主演を務めた。2020年、アドベンチャー映画『ドクター・ドリトル』で、シロクマのヨッシーの声を担当した。
2021年、ジャスティン・リン監督の『ワイルド・スピード/ジェットブレイク』に出演した。また同じ年にはジェームズ・ガン監督の『ザ・スーサイド・スクワッド “極”悪党、集結』におけるスーパーヒーローの一人、クリストファー・スミス／ピースメイカーも演じた。

## 人物
- ニックネームはチャンプ。決め台詞は「You Can't See Me（見えっこねぇ）」「The Champ is here（チャンプはここだ）」などが代表的。ラッパー[注 3]を模した反逆児ギミックと過激なマイクパフォーマンスで知られていた。その一方で、リングの外においては非常に勤勉・真摯で、問題を起こさない「優等生」でもある。
  - 特にメイク・ア・ウィッシュ財団に対しては長年にわたり協力しており、2002年以降、重い疾患を持つ子供たちの願いを650件以上叶えてきた[18]。これはメイク・ア・ウィッシュ史上最多であり、ギネス世界記録によると2位が200件未満であると確認している。2009年にはその功績を讃え同財団より「Chris Greicius Celebrity Awards」を贈られた。

- フジテレビ版の『スマックダウン！』では「俺様ラッパー」なるキャッチコピーが付けられていた。なお番組レギュラーだったヒップホップグループ「HOME MADE 家族」とのラップでのコラボレーションも実現している。
- 2004年夏の日本武道館大会で来日した際にコーヒー牛乳が気に入り、同年や2005年7月のハウス・ショーさいたま大会では、「コーヒー牛乳大好き!!」とマイクパフォーマンスでも取り入れていた。なお、読売ジャイアンツのユニフォームを着用し、マイクアピールで「サダハリ・オー」と王貞治の名前を呼んだ。背番号は1、ネームは「OH」であった。2005年2月のテレビショーさいたま大会では、DDT高木三四郎がサインボードに取り入れた。
- 週刊プロレス内のインタビューでザ・デストロイヤーとアブドーラ・ザ・ブッチャーはシナに対し（特にデストロイヤーは元からエンターテインメント重視のWWEを批判していたにもかかわらず）、「あの独自のスタイルはグッド。レスリングもできる」と高く評価している[要ページ番号]。
- 父親のジョン・シナ・シニアはインディー団体のミレニアム・レスリング・フェデレーション（英語版）でレスラーのマネージャーをしている。またその父親はアタッシュケースで対戦相手の邪魔をするのを売りとしているらしく、エッジがアタッシュケースを使いだした時息子が会社にネタを売ったと思ってシナに詰め寄ったという。
- 上記のように私生活でも優等生で、リング外での問題を起こすこともないので団体上層部からの信任も厚い。主に低年齢層からの人気が高く、ここ数年はWWEの絶対的なエースとして君臨している。最近の活躍から、かつてWWEの象徴だったストーン・コールド・スティーブ・オースチンの後継者とも言われている。
- 一般層からの人気は高いものの、典型的なキャラクター先行型であるため、2005年頃からベビーフェイスであるにもかかわらず、玄人志向のファンからはブーイングを受けるようになる。近年はレスリング技術も向上しているものの、本来とは逆にベビーフェイスのシナがブーイングを受け、ヒールが声援を受けるということも少なくなかった。近年の試合ではシナファンとシナを嫌う人々が交互に「Let's Go Cena!（レッツ・ゴー、シナ！）」「Cena Sucks!（シナ最低！）」とチャントを競い合うのが通例となっている他、入場テーマ曲のメロディに合わせて「John Cena Suck!（ジョン・シナ最低！）」と合唱するのも定番となりつつある。一方シナ自身も「RISE ABOVE HATE（憎しみを超えろ）」をスローガンに掲げて自身のキャラクターの一部としている。とは言え、ただ文言だけを受け取ればブーイングではあるものの、もはやどちらもシナが登場した際の「お決まり」のチャントとなっており、むしろファンからは認められていると考えるべきである（同様の対応を取られる存在として、カート・アングルが挙げられる）。
- ヒールターンを望んでいる声が多く、ハルク・ホーガンも自身がヒールターンして「nWo」で大ブームを巻き起こしたことから、「シナもそろそろヒールターンすべき」とインタビューで語っていたが、レスラー最終年の2025年にヒールターンを果たした[11][12]。
- トリプルHもインタビュー等でシナの勤勉な態度、スター性、レスリング技術を高く評価している。
- 一度離婚歴有り。

## タイトル歴
WWE
- WWE世界ヘビー級王座 : 3回

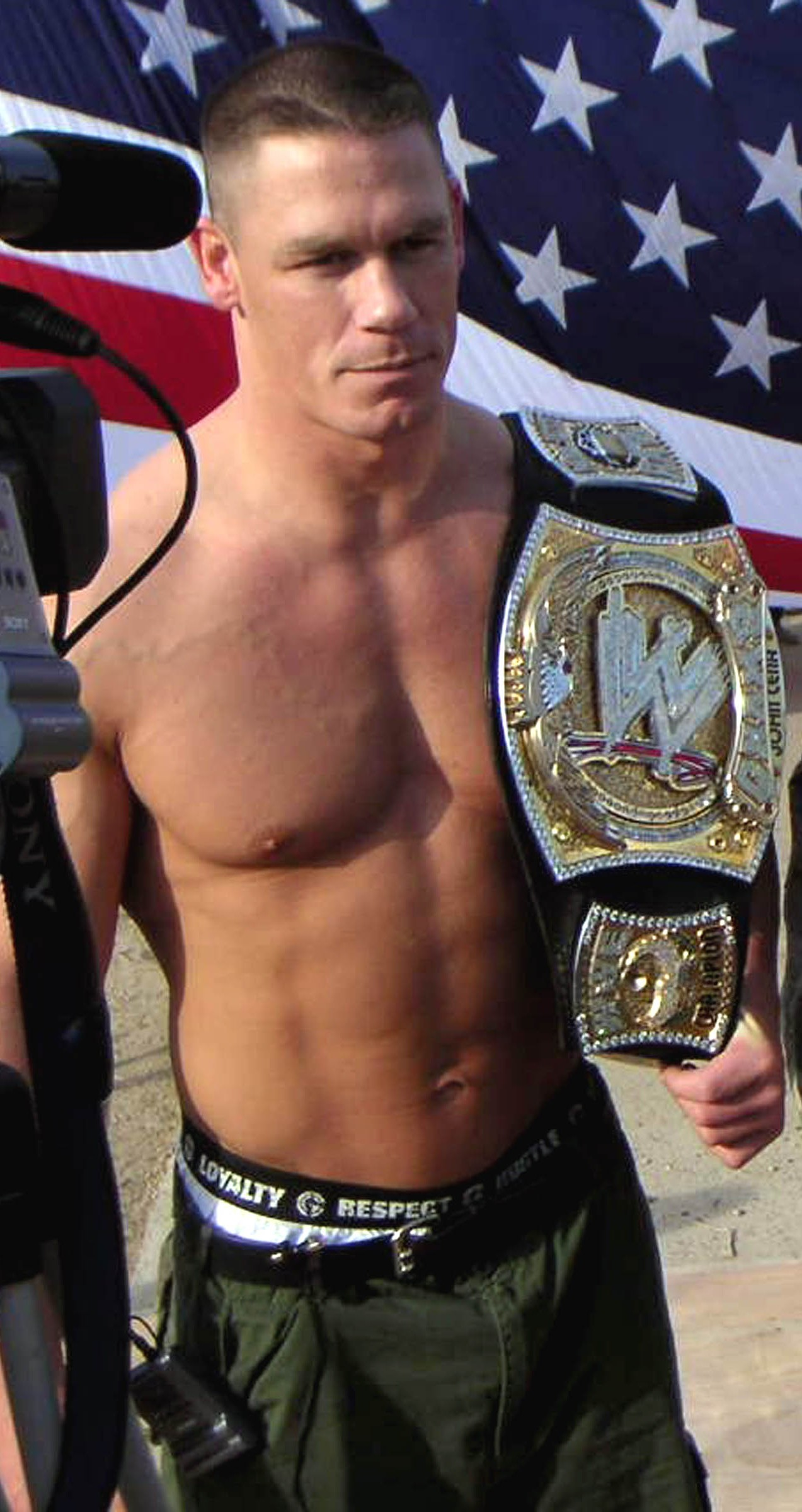
WWE王座 / WWE統一王座 / WWE世界ヘビー級王座

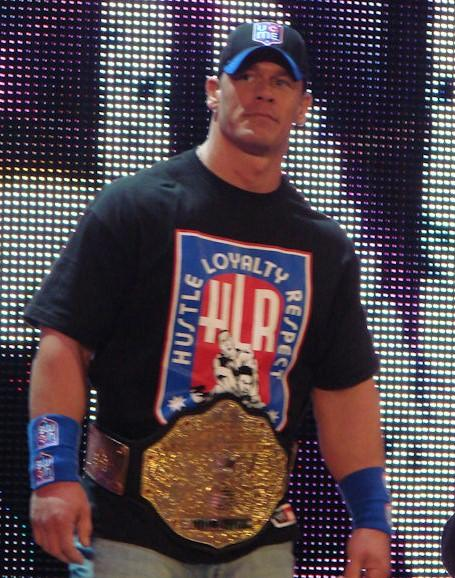
WWE世界ヘビー級王座

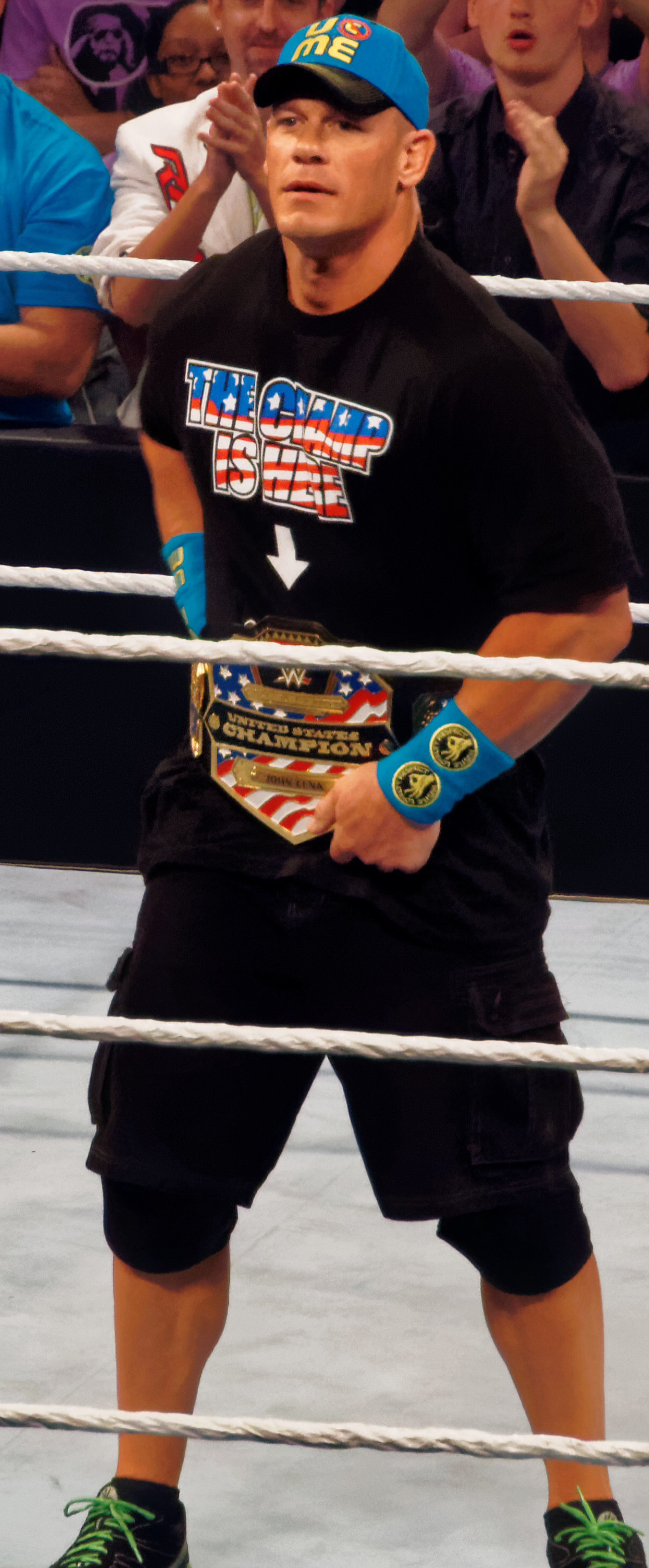
WWE US王座

- WWE王座 / WWE統一王座 / WWE世界ヘビー級王座 : 14回
- WWE US王座 : 5回
- WWE世界タッグ王座 : 2回

w / ショーン・マイケルズ
w / バティスタ
- WWEタッグ王座 : 2回

w / デビッド・オタンガ
w / ザ・ミズ
- ロイヤルランブル優勝 : 2回（2008年、2013年）
- Mr.マネー・イン・ザ・バンク優勝 : 1回（2012年）

OVW
- OVWヘビー級王座 : 1回
- OVW南部タッグ王座 : 1回

w / リコ
UPW
- UPWヘビー級王座 : 1回

## 出演作品
※役名の太字表記は主演。

### 映画

#### 劇場公開映画
| 年   | 題名                                                                                         | 役名                                    | 備考                 | 吹替                                        |
| ---- | -------------------------------------------------------------------------------------------- | --------------------------------------- | -------------------- | ------------------------------------------- |
| 2000 | ヘッド・ロック GO!GO!アメリカン・プロレス Ready to Rumble                                    | カメオ出演                              | クレジットなし       |                                             |
| 2006 | ネバー・サレンダー 肉弾凶器 The Marine                                                       | ジョン・トライトン                      |                      | 楠大典（ソフト版） 東地宏樹（テレビ東京版） |
| 2009 | 12 ラウンド 12 Rounds                                                                        | ダニー・フィッシャー                    | 楠大典               |                                             |
| 2010 | WWE STUDIOS ジョン・シナ In レジェンダリー 約束のリングで Legendary                          | デヴォン・グレイ                        | （吹替版なし）       |                                             |
| 2010 | Fred:The Movie （原題）                                                                      | フレッドの想像上の父親                  | 日本未公開           | N/A                                         |
| 2011 | ブラッド・ヒート 肉弾戦争 The Reunion                                                        | サム・クリアリー                        |                      | 大羽武士                                    |
| 2014 | スクービー・ドゥー WWE レッスルマニア・ミステリー Scooby-doo! WrstleMania Mystery            | 本人役                                  | 日本未公開           |                                             |
| 2015 | The Flintstones & WWE: Stone Age SmackDown! （原題）                                         | ジョン・シナストーン                    | 声の出演 日本未公開  | N/A                                         |
| 2015 | エイミー、エイミー、エイミー! こじらせシングルライフの抜け出し方 Trainwreck                  | スティーブン                            |                      | 志村知幸                                    |
| 2015 | シスターズ Sisters                                                                           | 麻薬の売人                              | TBA                  |                                             |
| 2015 | パパVS新しいパパ Daddys Home                                                                 | ロジャー                                | カメオ出演           | 白熊寛嗣                                    |
| 2017 | サーフズ・アップ2 Surf's Up 2: WaveMania                                                     | JC                                      |                      | 江川央生                                    |
| 2017 | ザ・ウォール The Wall                                                                        | シェイン・マシューズ2等軍曹             | 楠大典               |                                             |
| 2017 | パパVS新しいパパ2 daddys home 2                                                              | ロジャー                                | 白熊寛嗣             |                                             |
| 2017 | フェルディナンド Ferdinand                                                                   | フェルディナンド                        | 声の出演             | 置鮎龍太郎                                  |
| 2018 | ブロッカーズ Blockers                                                                        | ミッチェル                              |                      | 白熊寛嗣                                    |
| 2018 | バンブルビー Bumblebee                                                                       | ジャック・バーンズ                      | 楠大典               |                                             |
| 2019 | ファイティング・ファミリー Fighting with My Family                                           | 本人役                                  | （台詞なし）         |                                             |
| 2019 | ファイティング・with・ファイア Playing with Fire                                             | ジェイク・カーソン                      | 楠大典               |                                             |
| 2020 | ドクター・ドリトル Dollitle                                                                  | ヨシ（ホッキョクグマ）                  | 声の出演             | 中村悠一                                    |
| 2021 | ワイルド・スピード/ジェットブレイク F9                                                       | ジェイコブ・トレット                    |                      | 中村悠一                                    |
| 2021 | ザ・スーサイド・スクワッド “極”悪党、集結 The Sucide Squad                                   | クリストファー・スミス / ピースメイカー | 大塚明夫             |                                             |
| 2021 | バケーション・フレンズ Vacation Friends                                                      | ロン                                    | （吹替版なし）       |                                             |
| 2022 | ザ・バブル The Bubble                                                                        | スティーヴ                              | TBA                  |                                             |
| 2022 | The Independent                                                                              | ネイト・スターリング                    | N/A                  |                                             |
| 2023 | ワイルド・スピード/ファイヤーブースト Fast X                                                 | ジェイコブ・トレット                    | 中村悠一             |                                             |
| 2023 | バービー Barbie                                                                              | ケンメイド                              | カメオ出演           | TBA                                         |
| 2023 | ミュータント・タートルズ:ミュータント・パニック! Teenage Mutant Ninja Turtles: Mutant Mayhem | ロックステディ                          | 声の出演             | 中村悠一                                    |
| 2023 | バケーション・フレンズ2 Vacation Friends 2                                                   | ロン                                    |                      | （吹替版なし）                              |
| 2023 | ザ・ボディガード/ローグ・ミッション Freelance                                                | メイソン・ペティッツ                    | 綿貫竜之介           |                                             |
| 2024 | ARGYLLE/アーガイル Argylle                                                                   | ワイアット                              | 白熊寛嗣             |                                             |
| 2025 | スーパーマン Superman                                                                        | クリストファー・スミス / ピースメイカー | カメオ出演           | 大塚明夫                                    |
| 2026 | Coyote vs. Acme                                                                              | バディ・クレーン                        | ポストプロダクション |                                             |
| TBA  | Killer Vacation                                                                              |                                         |                      |                                             |

#### WEB配信映画
| 年   | 題名                                                 | 役名                            | 配信局             | 吹替     |
| ---- | ---------------------------------------------------- | ------------------------------- | ------------------ | -------- |
| 2023 | プロジェクトX-トラクション Hidden Strike             | クリス・ヴァン・ホーン          | Netflix            | 白熊寛嗣 |
| 2024 | 俺らのマブダチ リッキー・スタニッキー Ricky Stanicky | ロッド / リッキー・スタニッキー | Amazon Prime Video | 楠大典   |
| 2024 | ジャックポット! Jackpot!                             | ノエル                          | Amazon Prime Video | 白熊寛嗣 |
| 2025 | ヘッド・オブ・ステイト Heads of State                |                                 | Amazon Prime Video | 森川智之 |

### テレビ
| 年               | 題名                                         | 役名                                    | 備考                                                                                            | 吹き替え |
| ---------------- | -------------------------------------------- | --------------------------------------- | ----------------------------------------------------------------------------------------------- | -------- |
| 2009, 2016, 2021 | サタデー・ナイト・ライブ Saturday Night Live | 本人                                    | テレビ番組 第34シーズン第18話（ゲスト） 第42シーズン第9話（ホスト） 第47シーズン第2話（ゲスト） | N/A      |
| 2010             | サイク/名探偵はサイキック? Psych             | ユアン・オハラ                          | 計1話出演                                                                                       |          |
| 2010             | ハンナ・モンタナ フォーエバー Hannah Montana | 本人役                                  | 第4シーズン第7話「大好き! でもウソつき」                                                        |          |
| 2022-            | ピースメイカー Peacemaker                    | クリストファー・スミス / ピースメイカー | 兼共同製作総指揮                                                                                | 大塚明夫 |
| 2024             | Mr. マクマホン: 悪のオーナー Mr. McMahon     | 本人                                    | ドキュメンタリー作品 計3話出演 NetflixオリジナルTVシリーズ                                      | 乃村健次 |

### ゲーム
- フォートナイト - 2022年7月29日からアイテムショップにて配信開始[19]。

## その他
2005年、ジョン・シナ & ザ・トレードマーク名義でオリジナルアルバム『You Can't See Me』を発売。
- 収録曲のThe Time Is Nowは現在のシナの入場曲として使用されている。
- 収録曲のBAD,BAD MANのPVは特攻野郎Aチームのパロディとなっている。このPVはジャッジメント・デイ2005のDVDに収録された。
- 収録曲のIf It All Ended Tomorrow は後述のシナ主演映画『ネバー・サレンダー 肉弾凶器』のエンドロールで使用された。
- アルバムからは3曲がシングルカットされたが、それぞれチャートには入っていない。

2012年10月14日にメットライフ・スタジアムで行われるNFL・ニューヨーク・ジェッツの名誉キャプテンに選ばれた。なお彼自身は本来ニューイングランド・ペイトリオッツファンである。

## 入場曲
- Slam Smack
- Insert Bass Here
- Basic Thuganomics（2002〜2004）- 現在でもごく稀に使用
- The Time Is Now - 現在使用中（2004〜）

## 決め台詞
- Word Life（これマジ）
- You Can't See Me（見えっこねぇ）
- The Champ is here（チャンプはここだ）
- If you want some, come get some（欲しい物があるなら、取りに来いや）
- My Time Is Now（俺様の時間だぜ）
- Chain-Gang Sodier（野心の鎖のように強い兵士）